# Deuterostomia
Los deuterostomados o deuteróstomos (Deuterostomia, del griego «δεύτερος» segunda y «στόμα» boca, i.e. «boca segunda») son un superfilo de animales en cuyo desarrollo embrionario se forma primero el ano y, en segundo lugar, la boca. Se contraponen a los protóstomos, en los que boca y ano se desarrollan en orden inverso. La boca del adulto no deriva del blastoporo embrionario, sino que es de neoformación. Pertenecen al clado Bilateria, que incluye todos los animales con simetría bilateral.

## Características

Diferencias en el desarrollo temprano entre deuteróstomos y protóstomos. En los deuteróstomos, las divisiones de las blástulas se producen como división radial porque se producen paralelas o perpendiculares al eje polar mayor. En los protóstomos la división es espiral porque los planos de división están orientados oblicuamente al eje polar mayor. Durante la gastrulación, el ano de los embriones deuteróstomos está dado primero por la blastopora mientras que la boca se forma secundariamente, y viceversa para los protóstomos

Los deuteróstomos se distinguen de los protóstomos por su desarrollo embrionario; en ambos, el cigoto se desarrolla en una masa celular ahuecada, llamada blástula (proceso conocido como segmentación).
En los deuteróstomos, las primeras divisiones ocurren de forma paralela o perpendicular al eje que aparece entre los extremos (segmentación radial), y cuando el embrión está en estado uno de 4 células. Si se elimina una, es capaz de compensar esa pérdida. De hecho, la célula aislada puede formar un individuo (segmentación indeterminada, clonación embrionaria). En cambio, en los protóstomos, la segmentación es determinada.
En los deuteróstomos, la primera abertura del embrión (blastoporo) se convierte en ano. En cambio, en los protóstomos, se convierte en la boca.
En los deuteróstomos, el mesodermo se forma como invaginaciones del arquénteron. Ese proceso es conocido como enterocelia. En cambio, en el protóstomos, el mesodermo se origina por esquizocelia.

## Origen y evolución
Los protóstomos y los deuteróstomos se bifurcaron a finales del periodo Ediacárico. Se cree que el deuteróstomo más antiguo es Saccorhytus coronarius, que vivió hace aproximadamente 540 millones de años. Los investigadores que realizaron el descubrimiento afirman que Saccorhytus es el ancestro común de todos los deuterostómos previamente conocidos. Sin embargo, aún existen muchas especies sin clasificar ubicados en el grupo troncal cuyos fósiles podrían ayudar a comprender la evolución temprana de los deuteróstomos.

## Clasificación

### Deuteróstomos confirmados
Ambulacraria (grupo de filos):
- Echinodermata (estrellas, erizos y pepinos de mar, etc.)
- Hemichordata

Xenacoelomorpha (filo):
- Acoelomorpha
- Xenoturbellida

Chordata (filo):
- Cephalochordata
- Urochordata/Tunicata
- Vertebrata/Craniata

### Quetognatos
Se suelen clasificar a los quetognatos dentro de Deuterostomia por sus características en el desarrollo embrionario. De hecho, Lynn Margulis y K. V. Schwartz los incluían en este grupo dentro de su clasificación de 5 reinos. Los exámenes moleculares, sin embargo, los asocian con protóstomos. Thomas Cavalier-Smith los incluyó en este grupo en su teoría de los 6 reinos.

### Lofoforados
Los lofoforados habían sido considerados deuteróstomos por algunos autores (como Brusca), y protóstomos por otros (como Hickman).  En 2008, nuevos estudios colocaron a los lofoforados en el superfilo de los protóstomos espiralios, junto a los moluscos y anélidos. Parece ser, que muchos libros y publicaciones siguen situando a los lofoforados dentro del grupo de los deuteróstomos.
- Brachiopoda
- Phoronida
- Bryozoa

## Filogenia
Los análisis moleculares recientes han establecido como deuteróstomos a los cordados, equinodermos, hemicordados y xenacelomorfos. Algunos estudios previos habían sugerido que los xenacelomorfos representarían bilaterales basales. Pero estudios recientes han recuperado a los xenacelomorfos como deuteróstomos y se ha descubierto que la posición basal de los xenacelomorfos es causada por la atracción de ramas largas, con lo cual Deuterostomia presentaría las siguientes relaciones posibles:
|              | Xenacoelomorpha                                                |
|              |                                                                |
| Ambulacraria | \| \| Echinodermata \| \| \| \| \| \| Hemichordata \| \| \| \| |
|              | \| \| Echinodermata \| \| \| \| \| \| Hemichordata \| \| \| \| |
|              | Echinodermata                                                  |
|              |                                                                |
|              | Hemichordata                                                   |
|              |                                                                |

|  | Echinodermata |
|  |               |
|  | Hemichordata  |
|  |               |

|            | Cephalochordata                                                              |
|            |                                                                              |
| Olfactores | \| \| Urochordata/Tunicata \| \| \| \| \| \| Vertebrata/Craniata \| \| \| \| |
|            | \| \| Urochordata/Tunicata \| \| \| \| \| \| Vertebrata/Craniata \| \| \| \| |
|            | Urochordata/Tunicata                                                         |
|            |                                                                              |
|            | Vertebrata/Craniata                                                          |
|            |                                                                              |

|  | Urochordata/Tunicata |
|  |                      |
|  | Vertebrata/Craniata  |
|  |                      |

|              | Xenacoelomorpha                                                |
|              |                                                                |
| Ambulacraria | \| \| Echinodermata \| \| \| \| \| \| Hemichordata \| \| \| \| |
|              | \| \| Echinodermata \| \| \| \| \| \| Hemichordata \| \| \| \| |
|              | Echinodermata                                                  |
|              |                                                                |
|              | Hemichordata                                                   |
|              |                                                                |

|  | Echinodermata |
|  |               |
|  | Hemichordata  |
|  |               |

|            | Cephalochordata                                                              |
|            |                                                                              |
| Olfactores | \| \| Urochordata/Tunicata \| \| \| \| \| \| Vertebrata/Craniata \| \| \| \| |
|            | \| \| Urochordata/Tunicata \| \| \| \| \| \| Vertebrata/Craniata \| \| \| \| |
|            | Urochordata/Tunicata                                                         |
|            |                                                                              |
|            | Vertebrata/Craniata                                                          |
|            |                                                                              |

|  | Urochordata/Tunicata |
|  |                      |
|  | Vertebrata/Craniata  |
|  |                      |

También se ha sugerido que probablemente Deuterostomia sea un taxón parafilético.